# Manikpur (Uttar Pradesh)
Manikpur è una suddivisione dell'India, classificata come nagar panchayat, di 13.455 abitanti, situata nel distretto di Pratapgarh, nello stato federato dell'Uttar Pradesh.